# Riverdale Park (Kalifornia)
Riverdale Park – jednostka osadnicza w Stanach Zjednoczonych, w stanie Kalifornia, w hrabstwie Stanislaus.